# ネットワークオペレーティングシステム
ネットワークオペレーティングシステム (NOS:Network Operating System) とは、コンピューターネットワーキングを指向したサーバベースのオペレーティングシステム (OS) であり、ディレクトリサービス、ネットワーク管理、ネットワーク監視、ネットワークポリシー、ユーザーグループ管理、ネットワークセキュリティ、およびその他のネットワーク関連機能が含まれる場合がある。LANなどのネットワーク環境で、クライアント側のコンピュータが、ファイルサーバなどのサーバを効果的に共有する機能を実現するために開発されたOSである。

## 概要
NOSには、クライアントマシンに搭載するものと、サーバマシンに搭載するものがある。
NOSは、サーバとクライアントの通信を制御する。例えば、前者は共有資源を公開・管理し、後者は共有資源を利用する。また、サーバのNOSは、セキュリティ保持のため、ユーザのアクセスを制御している。ネットワークの利用者はユーザIDとパスワードの登録が必要である。
1990年代前半頃までは、企業内LANにおいては、サーバにはNetWareなどのサーバに特化したOSなどを稼働させ、クライアントにはMS-DOSやWindows 3.1のようなネットワーク機能を持たないOSにネットワーク機能を後付けして使うのが一般的であったため、そのようなOSや機能を指すものとしてNOSという用語がよく使われた。
NOSと言う場合、狭義にはNetWareなどのネットワーク専用OSを指し、広義にはOS/2上で稼働したLAN Managerなども指す。
しかしその後、サーバにはWindows NT ServerやUNIXのような汎用OSを使い、クライアントOSにはネットワーク機能が標準装備されるのが一般的になった。
現在ではNOSと言うと、ルーターなどのネットワーク機器内部の制御ソフトウェア（オペレーティングシステム）を指す場合が多い。